# 李士豪

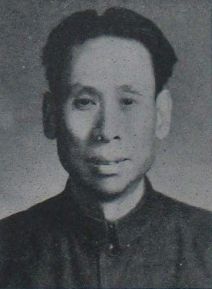
李士豪近照

李士豪（1900年—1972年），浙江诸暨人，中华人民共和国政治人物。

## 生平
担任华东行政委员会水产管理局副局长，浙江省农林厅厅长。1954年，当选第一届全国人民代表大会代表。